# کلنتن (آلاباما)
کلنتن (به انگلیسی: Clanton) شهری در شهرستان چیلتون ایالت آلاباما است که مساحت آن ۵۷٫۱۶ کیلومتر مربع است و در سرشماری سال ۲۰۱۰ میلادی، ۸٬۶۱۹ نفر جمعیت داشته و تراکم جمعیتی آن، ۱۵۰٫۷۹ نفر در هر کیلومتر مربع بوده است.